# Slánsko - Byseňský potok
Slánsko - Byseňský potok este o arie protejată (arie specială de conservare — SAC, sit de importanță comunitară — SCI) din Republica Cehă întinsă pe o suprafață de 26,26 ha, integral pe uscat.

## Localizare
Centrul sitului Slánsko - Byseňský potok este situat la coordonatele 50°14′38″N 14°03′10″E / 50.243889°N 14.052778°E.

## Înființare
Situl Slánsko - Byseňský potok a fost declarat sit de importanță comunitară în aprilie 2005 pentru a proteja 1 specie de animale. Situl a fost protejat și ca arie specială de conservare în ianuarie 2017.

## Biodiversitate
Situată în ecoregiunea continentală, aria protejată nu include niciun habitat protejat.
La baza desemnării sitului se află o specie protejată de  nevertebrate: Osmoderma eremita.